# Tabernaemontana salzmannii
Tabernaemontana salzmannii är en oleanderväxtart som beskrevs av A.Dc.. Tabernaemontana salzmannii ingår i släktet Tabernaemontana och familjen oleanderväxter. Inga underarter finns listade i Catalogue of Life.